# Vernon Pugh
Vernon Pugh (* 5. Juli 1945 in Ammanford; † 24. April 2003 in Penarth) war ein walisischer Rugbyspieler, Sportmanager und Anwalt.
Von 1966 bis 1968 studierte er Rechtswissenschaften an der Cambridge University.
1994 wurde er zum Präsidenten der Welsh Rugby Union gewählt und trat dem Vorstand des International Rugby Board bei, dessen Präsident er drei Jahre später wurde.
In den frühen 1990er Jahren hatte Pugh in einem Weißbuch auf die Unvermeidlichkeit des Übergangs von Rugby zur Professionalität hingewiesen, sich der Erfahrungen bewusst, die World Rugby zehn Jahre zuvor veranlasst hatten, die Weltmeisterschaft zu organisieren mit der Absicht, einen Versuch von Rupert Murdoch zu vereiteln, einen parallelen bezahlten Wettbewerb zu schaffen.
Pugh war einer der Hauptförderer der Wiederherstellung des Rugby als olympische Disziplin. 
Während er noch Vorsitzender des World Rugby war, wurde bei ihm Nierenkrebs diagnostiziert und im September 2002 musste er sich einer Operation unterziehen. Er starb wenige Monate später, am 24. April 2003.